# Jesús Ignacio Ibáñez Loyo
Jesús Ignacio Ibáñez Loyo, nacido el 18 de marzo de 1960 en Ametzaga (Álava, España). Es un exciclista español, profesional entre 1983 y 1989 durante los que logró 5 victorias.
Pasó al campo profesional en el equipo Zor, cumpliendo a lo largo de su carrera la labor de gregario de los diferentes jefes de filas que tuvo. A pesar de sus escasas victorias en su palmarés destacan su victoria en el Campeón de España en Ruta de 1984 y la etapa de la Vuelta a España de 1987.

## Palmarés
| 1983 - 1 etapa de la Vuelta a Castilla - Trofeo Virgen del Carmen - 3.º de la Clasificación General de la Vuelta a Castilla 1984 - Campeón de España en Ruta - 1 etapa de la Vuelta a Asturias | 1987 - 1 etapa de la Vuelta a España |

## Resultados en Grandes Vueltas y Campeonato del Mundo
Durante su carrera deportiva ha conseguido los siguientes puestos en las Grandes Vueltas y en los Campeonatos del Mundo en carretera:
| Carrera         | 1983 | 1984 | 1985 | 1986 | 1987 | 1988 | 1989 |
| --------------- | ---- | ---- | ---- | ---- | ---- | ---- | ---- |
| Giro de Italia  | 66.º | 62.º | -    | -    | 56.º | Ab.  | -    |
| Tour de Francia | -    | -    | Ab.  | -    | -    | -    | -    |
| Vuelta a España | -    | 63.º | -    | -    | 66.º | -    | -    |
| Mundial en Ruta | -    | -    | -    | -    | -    | -    | -    |

-: No participa

Ab.: Abandono

## Equipos
- Zor (1983-1985)
- Zor-BH (1986)
- Zahor (1987-1988)
- Lotus-Zahor (1989)